# Australische Frauen-Rugby-Union-Nationalmannschaft
Die australische Frauen-Rugby-Union-Nationalmannschaft (englisch Australia women’s national rugby union team) ist die Nationalmannschaft Australiens in der Sportart Rugby Union und repräsentiert das Land bei allen Länderspielen (Test Matches) der Frauen. Sie wird meist als Wallaroos bezeichnet, was sich vom englischen Namen der Bergkängurus ableitet. Dieser Begriff bezieht sich auf mehrere Arten aus der Familie der Kängurus, die wiederum die Nationaltiere des Landes sind.
Seine wichtigsten internationalen Auftritte hat das Team bei den alle vier Jahre stattfindenden Weltmeisterschaften. Die Wallaroos traten seit 1998 immer an und erreichten 2010 mit dem dritten Platz ihr bisher bestes Ergebnis. Jedes Jahr nimmt die Mannschaft am Turnier Pacific Four Series teil, zusammen mit Kanada, Neuseeland und den Vereinigten Staaten.
Frauenrugby wird in Australien seit den späten 1930er-Jahren in New South Wales gespielt. 1992 wurde das erste National Women’s Tournament in Newcastle ausgetragen. Im darauffolgenden Jahr gründete sich die Australian Women’s Rugby Union und die Frauen-Nationalmannschaft erhielt ihren Spitznamen. Dieser leitet sich von einem der ältesten Klubs des Landes, dem in 1870 gegründeten Wallaroo Football Club, ab.
Ihr erstes Länderspiel trugen die Wallaroos 1994 aus, als Australien gegen den Nachbarn Neuseeland antrat. Der Zentralverband, unter dem auch die Wallaroos zusammengefasst sind, ist Rugby Australia, der Mitglied des Weltverbandes World Rugby ist. Das Nationalteam trägt sowohl bei ihren Heim- als auch bei ihren Auswärtsspielen die traditionellen Sportfarben des Landes, grün und gold. Eine ehemalige Spielerin wurde in die World Rugby Hall of Fame aufgenommen.

## Organisation
Verantwortlich für die Organisation von Rugby Union in Australien ist der Verband Rugby Australia, bis 2017 Australian Rugby Union (ARU), genannt. Die ARU wurde 1949 gegründet und trat im selben Jahr dem International Rugby Football Board (IRFB; heute World Rugby) bei. Der australische Verband war außerdem im Jahr 2000 Gründungsmitglied des Kontinentalverbandes Federation of Oceania Rugby Unions (FORU; heute Oceania Rugby). Rugby Australia umfasst acht Regionalverbände, die jeweils einen Bundesstaat bzw. Territorium repräsentieren. Die höchste Rugby-Union-Liga in Australien ist Super Rugby Women’s, an der fünf australische Mannschaften und eine aus Fidschi teilnehmen.

## Geschichte

### Ursprünge
Das Frauenrugby nahm seinen Anfang mit der Ausbreitung des Sports in Australien und die ersten dokumentierten Spielen wurden Ende der 1930er Jahre in New South Wales gespielt.
Mit der zunehmenden internationalen Beliebtheit des Männerrugbys in den 1970er und 1980er Jahren wuchs auch das Interesse am Frauenrugby nach der ersten Weltmeisterschaft der Männer 1987.
Nach dem ersten Frauenländerspiel (Test Match) 1982 und der ersten Frauen-Rugby-Union-Europameisterschaft 1988, an der Großbritannien, Frankreich, Italien und die Niederlande teilnahmen, wurde das britische Team durch Nationalmannschaften der Länder ersetzt, wobei England und Wales ihre ersten Test Matches 1987 spielten, wozu sich im selben Jahr Kanada und die Vereinigten Staaten gesellten. Die Black Ferns folgten 1990, worauf die erste Frauen-Rugby-Union-Weltmeisterschaft 1991 folgte.
1992 wurde in Australien erstmals die National Women’s Tournament in Newcastle ausgetragen und ein Jahr später gründete sich die Australian Women’s Rugby Union. Der Verband wählte Wallaroos als Spitzname für die neu gegründete Frauen-Nationalmannschaft, nach dem ältesten Klub des Landes, der am Turnier für Sydney/New South Wales teilnahm, der späteren Shute Shield.

### Frühe Jahre der Nationalmannschaft
Die Wallaroos spielten ihr erstes Länderspiel 1994 gegen Neuseeland. Neuseeland gewann das Spiel im North Sydney Oval mit 37:0. Karla Clay wurde die erste Nationalspielerin Australiens und ihr Cap wurde ihr zurückwirkend 2008 mit der Einführung der Länderspielstatistiken für die Wallaroos überreicht.
Australiens erste Begegnungen beschränkten sich Anfangs auf jährliche Begegnungen mit dem Nachbarland Neuseeland, womit die Rivalität um den Laurie O’Reilly Cup ihren Anfang nahm. 1997 bestritten die Wallaroos schließlich ihr erstes Test Match gegen eine weitere Nationalmannschaft, die Vereinigten Staaten.
In den 1990er Jahren spielten die Wallaroos in insgesamt elf Länderspielen. 1998 qualifizierten sie sich erstmals für die Weltmeisterschaft in den Niederlanden und in ihrem ersten Gruppenspiel gegen Irland gelang mit 21:0 auch gleich der erste Sieg überhaupt. Das Turnier schlossen sie schließlich auf dem fünften Platz unter 16 Teams ab.

### Im neuen Millennium
In den 2000er Jahren gestaltete sich die Entwicklung für die Wallaroos langwierig mit insgesamt 16 Länderspielen, wovon die meisten während Weltmeisterschaften. Bei der Weltmeisterschaft 2002 in Barcelona erreichten sie abermals den fünften Platz, wobei erstmals Siege über Wales, Schottland, Südafrika und sogar den Weltmeisterinnen von 1991, den Vereinigten Staaten, gelang.
Zwischen den Weltmeisterschaften 2002 und Weltmeisterschaft 2006 bestritten die Australierinnen kein einziges Länderspiel und bei der WM 2006 in Kanada erreichten sie den siebenten Platz. 2007 wurden die jährlichen Begegnungen mit den Black Ferns wieder aufgenommen, bevor den Wallaroos unter ihrem neuen Trainer John Manenti in der Qualifikation zur Weltmeisterschaft 2010 gegen Samoa mit 87:0 ihr bis dahin höchster Sieg gelang.

### Wachstum, Hoffnung und wiederbelebte nationale Meisterschaft

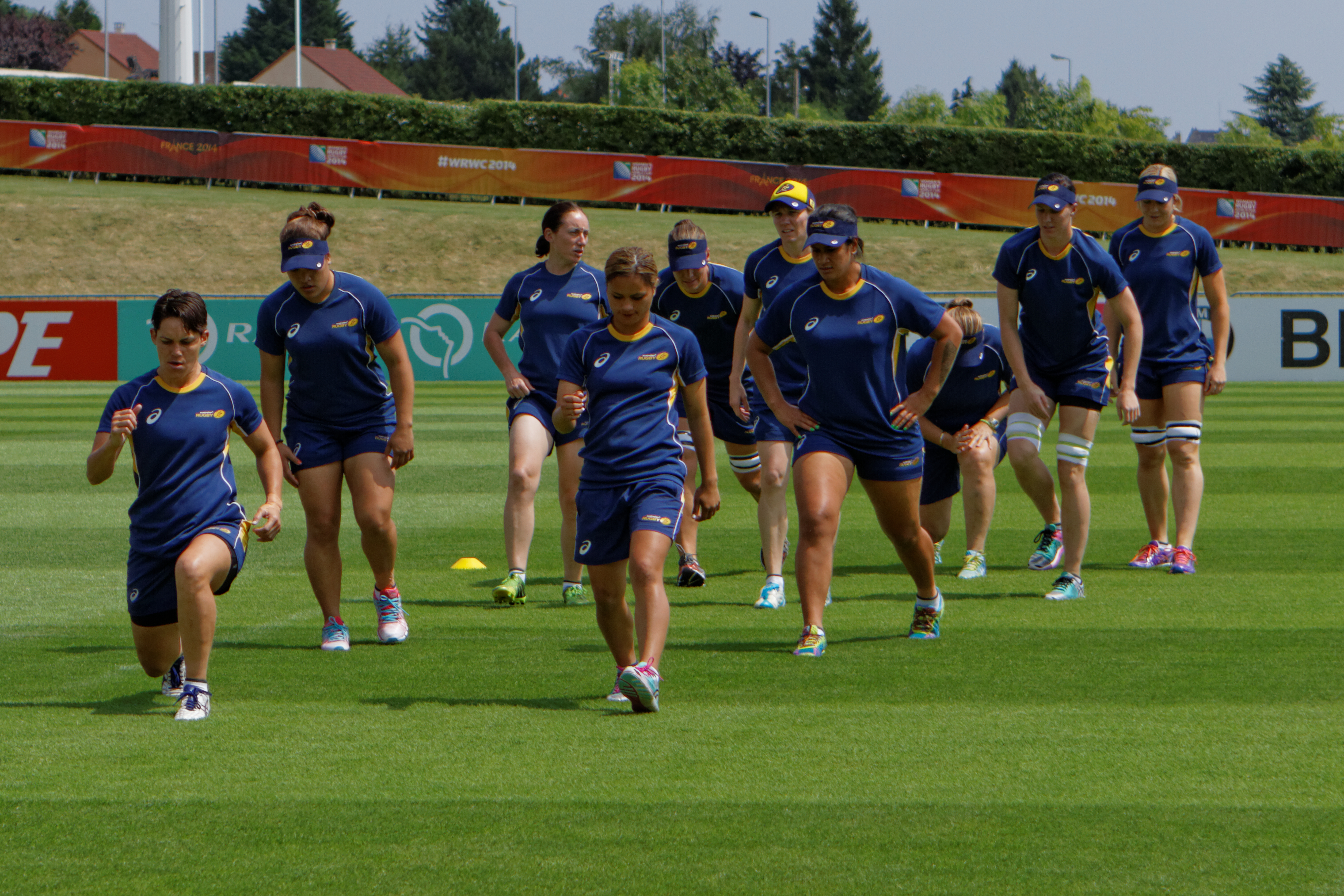
Australien bei der Weltmeisterschaft 2014

Unter Manenti erreichten die Wallaroos bei der WM 2010 in England auch ihr bisher bestes Ergebnis bei diesem Turnier, als sie ihre Gruppe A auf dem zweiten Platz abschlossen und erstmals bis ins Halbfinale vordrangen. In diesem unterlagen sie den Gastgeberinnen mit 0:15, woraufhin sie im Spiel um Platz drei in The Stoop erstmals Frankreich mit 22:8 schlagen konnten.
Nach dem Ausscheiden Manentis als Nationaltrainer spielten sie jedoch für die darauffolgenden vier Jahre abermals kein Länderspiel und 2013 übernahm Paul Verrell den Trainerposten. 2014 spielten die Wallaroos zwei Test Matches in Neuseeland gegen die Black Ferns und Kanada. Obschon sie beide Spiele verloren, nahmen die Wallaroos diese Erfahrungen mit in die Weltmeisterschaft 2014. Dort erreichte das australische Team den zweiten Gruppenplatz hinter den Gastgeberinnen Frankreich und unterlag im ersten Play-off den Vereinigten Staaten knapp, woraufhin im letzten Spiel ein Sieg über Wales gelang und sie den siebenten Platz erreichten.
Mit der Ausweitung des Frauenrugbys in der zweiten Hälfte der 2010er Jahre bestritt das Team mehr Test Matches und erreichte bei der Weltmeisterschaft 2017 den sechsten Platz.
2018 wurde die Super Rugby Women’s erstmals ausgetragen – damals unter der Bezeichnung Super W – und ersetzte die National Women’s Championship als höchste Frauenrugbyliga Australiens, wobei sie sich am Super Rugby für Männer orientierte. Damit sollte das professionelle Frauenrugby in der darauffolgenden Dekade weiter entwickelt werden.

### Vollständige Professionalisierung und erster internationaler Titel
Aufgrund der weltweiten COVID-19-Pandemie konnte 2020 und 2021 kein einziges Test Match durchgeführt werden und die für 2021 geplante Weltmeisterschaft musste um ein Jahr verschoben werden.
Danach bekam das Frauenrugby jedoch Auftrieb, nachdem World Rugby mehr Investitionen in die Frauenvariante und die Gründung des neuen WXV-Turnieres ankündigte, dazu kam mit der jährlichen Pacific Four Series zwischen Australien, Kanada, Neuseeland und den Vereinigten Staaten ein neues Turnier für den Pazifikraum.
Die Wallaroos bekamen weiteren Aufschwung unter dem neuen Trainer Jay Tregonning und dem Anschluss von Fijiana Drua bei der Super Rugby Women’s, woraufhin 2022 das erste Jahr wurde, in dem das Team eine volle Saison spielen konnte.
Nachdem ihnen im ersten Spiel des Jahres 2022 ein Sieg über Fidschi gelang – eine Begegnung die seitdem jährlich stattfindet – schlossen die Wallaroos bei ihrer ersten Teilnahme die Pacific Four Series auf dem vierten und letzten Platz ab. Dennoch machte das Team Fortschritte und erzielte sein bestes Ergebnis gegen die Black Ferns beim Laurie O’Reilly Cup in Adelaide und unterlag mit 14:22.
Australien legte einen überraschend starken Auftritt im Eröffnungsspiel der WM 2021 gegen Neuseeland hin, legte die ersten drei Versuche und ging mit einer Führung in die Halbzeitpause. Die Gastgeberinnen – und späteren Weltmeisterinnen – zeigten jedoch ihre Erfahrung und gewannen schließlich mit 41:17. Dennoch erreichten die Wallaroos das Viertelfinale nach Gruppensiegen über Schottland und Wales, unterlagen jedoch dem späteren Vizeweltmeisterinnen England in Auckland mit 5:41. Im selben Jahr wurde Australien zu Gastgeberinnen der Weltmeisterschaft 2029 ernannt.
2023 setzte sich die positive Tendenz der Wallaroos fort und sie erreichten den dritten Platz in der Pacific Four Series, womit sie sich für das erste WXV 1-Turnier qualifizieren konnten. Dort verbesserten sie sich abermals und erreichten nach einem Sieg über die Vizemeisterinnen der Six Nations Frankreich den dritten Platz.
2024 durchliefen die Wallaroos große Veränderungen. Tregonning trat als Nationaltrainer zurück und wurde von der früheren englischen Nationalspielerin Joanne Yapp ersetzt, die die erste Vollzeittrainerin der Nationalmannschaft wurde. Das Jahr hielt auch mehr Test Matches, Tour Matches in der Super Rugby Women’s und Spielerverträge auf nationaler und Klubebene bereit, darunter die ersten Profiverträge.
Dennoch war das Jahr ein Auf und Ab für das Team, das bei der Pacific Four Series 2024 nur den „Holzlöffel“ gewann und in der Qualifikation zur WXV 1 scheiterte. Darauf folgten deutliche Niederlagen gegen die Black Ferns und zum Jahresende unterlagen sie erstmals Wales. Trotzdem sollte Yapps Team das Jahr mit mehreren historischen Premieren abschließen und den höchsten Heimsieg mit 64:5 über Fidschi einfahren. Das Jahr endete mit dem ersten Titel für das Team überhaupt, als es die WXV 2 in Südafrika ungeschlagen vor den Gastgeberinnen gewann, die sich ebenfalls für die Weltmeisterschaft 2025 qualifizierten.

## Trikot und Spitzname
Die Wallaroos spielen in den traditionellen australischen Sportfarben Grün und Gold. Der Spitzname „Wallaroos“ ist von den in Australien einheimischen Bergkängurus entlehnt.

## Stadion
Offizielles Heimstadion Australiens ist das Ballymore Stadium in Brisbane im Bundesstaat Queensland.

## Test Matches
Australien hat 30 seiner bisher 84 Test Matches gewonnen, was einer Gewinnquote von 35,71 % entspricht. Die Statistik der Test Matches Australiens gegen alle Nationen, alphabetisch geordnet, ist wie folgt (Stand: 6. Januar 2025):
| Land               | Spiele | Gewonnen | Unent- schieden | Verloren | % Siege |
| ------------------ | ------ | -------- | --------------- | -------- | ------- |
| England            | 7      | 0        | 0               | 7        | 0,00    |
| Fidschi            | 3      | 3        | 0               | 0        | 100,00  |
| Frankreich         | 6      | 2        | 0               | 4        | 33,33   |
| Irland             | 5      | 3        | 0               | 2        | 60,00   |
| Japan              | 4      | 3        | 0               | 1        | 75,00   |
| Kanada             | 6      | 0        | 0               | 6        | 0,00    |
| Neuseeland         | 27     | 0        | 0               | 27       | 0,00    |
| Samoa              | 1      | 1        | 0               | 0        | 100,00  |
| Schottland         | 4      | 4        | 0               | 0        | 100,00  |
| Spanien            | 1      | 1        | 0               | 0        | 100,00  |
| Südafrika          | 4      | 4        | 0               | 0        | 100,00  |
| Vereinigte Staaten | 8      | 2        | 0               | 6        | 25,00   |
| Wales              | 8      | 7        | 0               | 1        | 87,00   |
| Gesamt             | 84     | 30       | 0               | 54       | 35,71   |

## Rivalitäten mit anderen Nationalmannschaften
Wie in anderen Sportarten (vor allem Cricket, Rugby League, Netball und bei den Commonwealth Games) pflegt Australien eine traditionelle Rivalität mit dem Nachbarn Neuseeland, die oft als „Geschwisterrivalität“ (sibling rivalry) bezeichnet wird. Das erste Test Match zwischen beiden Nationalmannschaften fand 1994 während des neuseeländischen Besuches in Australien statt. Seitdem spielen beide Teams um den Laurie O’Reilly Cup, eine der ältesten Trophäen im internationalen Frauenrugby. Neuseeland und Australien trafen bisher 27 Mal aufeinander, wobei Neuseeland alle Test Matches gewinnen konnte.
Australien pflegt auch eine gewisse Rivalität mit England, wobei England alle sieben Begegnungen für sich entschied. Ein zusätzlicher Aspekt im Duell mit England ist in der seit dem späten 19. Jahrhundert bestehenden starken sportlichen Rivalität zwischen Australien und England begründet, die auch in anderen Sportarten (vor allem im Cricket und auch bei den Commonwealth Games) einen besonderen Stellenwert hat.

## Erfolge

### Weltmeisterschaften
Australien hat sich bisher für sieben Weltmeisterschaften qualifiziert. Das beste Resultat war der dritte Platz beim Turnier 2010.
| Jahr | Resultat                   | Spiele                     | Siege                      | Unent.                     | Ndlg.                      | +/-                        | Punkte                     |
| ---- | -------------------------- | -------------------------- | -------------------------- | -------------------------- | -------------------------- | -------------------------- | -------------------------- |
| 1991 | nicht teilgenommen         | nicht teilgenommen         | nicht teilgenommen         | nicht teilgenommen         | nicht teilgenommen         | nicht teilgenommen         | nicht teilgenommen         |
| 1994 | nicht teilgenommen         | nicht teilgenommen         | nicht teilgenommen         | nicht teilgenommen         | nicht teilgenommen         | nicht teilgenommen         | nicht teilgenommen         |
| 1998 | 5. Platz                   | 5                          | 3                          | 0                          | 2                          | 84:70                      | –                          |
| 2002 | 5. Platz                   | 4                          | 3                          | 0                          | 1                          | 80:41                      | 4                          |
| 2006 | 7. Platz                   | 5                          | 2                          | 0                          | 3                          | 114:89                     | 6                          |
| 2010 | 3. Platz                   | 5                          | 3                          | 0                          | 2                          | 115:38                     | 10                         |
| 2014 | 7. Platz                   | 5                          | 3                          | 0                          | 2                          | 104:49                     | 8                          |
| 2017 | 6. Platz                   | 5                          | 2                          | 0                          | 3                          | 94:149                     | 6                          |
| 2021 | 5. Platz                   | 4                          | 2                          | 0                          | 2                          | 49:101                     | 8                          |
| 2025 | qualifiziert               | qualifiziert               | qualifiziert               | qualifiziert               | qualifiziert               | qualifiziert               | qualifiziert               |
| 2029 | qualifiziert als Gastgeber | qualifiziert als Gastgeber | qualifiziert als Gastgeber | qualifiziert als Gastgeber | qualifiziert als Gastgeber | qualifiziert als Gastgeber | qualifiziert als Gastgeber |
| 2033 | noch ausstehend            | noch ausstehend            | noch ausstehend            | noch ausstehend            | noch ausstehend            | noch ausstehend            | noch ausstehend            |

### Pacific Four Series
Australiens einziges jährliches Turnier ist die Pacific Four Series, bei der das Team gegen drei andere pazifische Mannschaften antritt: Kanada, Neuseeland und die Vereinigten Staaten. Die Pacific Four Series wurde 2021 zwischen Kanada und den Vereinigten Staaten erstmals ausgetragen, 2022 kamen Australien und Neuseeland hinzu. Den Australierinnen gelang noch kein Turniersieg.

## Spielerinnen

### Aktueller Kader
Die folgenden Spielerinnen bilden den Kader während der Weltmeisterschaft 2025:
| Spielerin           | Position         | Verein        | Länderspiele |
| ------------------- | ---------------- | ------------- | ------------ |
| Layne Morgan        | Gedrängehalb     | Reds          | 36           |
| Samantha Wood       | Gedrängehalb     | Western Force | 07           |
| Waiaria Ellis       | Verbinderin      | NSW Waratahs  | 03           |
| Tia Hinds           | Verbinderin      | Brumbies      | 06           |
| Faitala Moleka      | Verbinderin      | Brumbies      | 21           |
| Georgina Friedrichs | Innendreiviertel | NSW Waratahs  | 34           |
| Trilleen Pomare     | Innendreiviertel | Western Force | 40           |
| Cecilia Smith       | Innendreiviertel | Western Force | 24           |
| Manuʻa Moleka       | Innendreiviertel | Brumbies      | 0            |
| Desiree Miller      | Außendreiviertel | NSW Waratahs  | 19           |
| Maya Stewart        | Außendreiviertel | NSW Waratahs  | 18           |
| Caitlin Urwin       | Außendreiviertel | Reds          | 0            |
| Charlotte Caslick   | Schlussfrau      | Reds          | 05           |
| Lori Cramer         | Schlussfrau      | Reds          | 30           |
| Caitlyn Halse       | Schlussfrau      | NSW Waratahs  | 11           |

| Spielerin           | Position               | Mannschaft    | Länderspiele |
| ------------------- | ---------------------- | ------------- | ------------ |
| Katalina Amosa      | Haklerin               | Brumbies      | 06           |
| Tania Naden         | Haklerin               | Brumbies      | 25           |
| Adiana Talakai      | Haklerin               | NSW Waratahs  | 18           |
| Bree-Anna Browne    | Pfeiler                | Reds          | 13           |
| Brianna Hoy         | Pfeiler                | NSW Waratahs  | 08           |
| Asoiva Karpani      | Pfeiler                | Reds          | 37           |
| Lydia Kavoa         | Pfeiler                | Brumbies      | 09           |
| Bridie O’Gorman     | Pfeiler                | NSW Waratahs  | 33           |
| Faliki Pohiva       | Pfeiler                | NSW Waratahs  | 04           |
| Annabelle Codey     | Zweite-Reihe-Stürmerin | NSW Waratahs  | 07           |
| Ashley Fernandez    | Zweite-Reihe-Stürmerin | Brumbies      | 04           |
| Kaitlan Leaney      | Zweite-Reihe-Stürmerin | NSW Waratahs  | 31           |
| Michaela Leonard    | Zweite-Reihe-Stürmerin | Western Force | 38           |
| Emily Chancellor    | Flügelstürmerin        | NSW Waratahs  | 30           |
| Piper Duck          | Flügelstürmerin        | NSW Waratahs  | 18           |
| Ashley Marsters     | Flügelstürmerin        | Western Force | 41           |
| Siokapesi Palu      | Flügelstürmerin        | Brumbies      | 21           |
| Tabua Tuinakauvadra | Flügelstürmerin        | Brumbies      | 18           |

### Bekannte Spielerinnen
Eine ehemalige australische Spielerin wurde aufgrund ihrer herausragenden Leistungen in die World Rugby Hall of Fame aufgenommen:
| Spielerin     | Position     | Aufnahme |
| ------------- | ------------ | -------- |
| Cheryl McAfee | Gedrängehalb | 2021     |

## Trainer
Folgende Personen waren Trainer der australischen Nationalmannschaft:
| Name           | Jahre         |
| -------------- | ------------- |
| Col Spence     | 1994          |
| Bob Hitchcock  | 1995–1998     |
| Don Parry      | ca. 2000–2002 |
| Steve Hamson   | 2005–2008     |
| John Manenti   | 2009–2010     |
| Paul Verrell   | 2013–2017     |
| Dwayne Nestor  | 2018–2021     |
| Jay Tregonning | 2021–2023     |
| Joanne Yapp    | seit 2024     |